# Виттенау
Виттенау (нем. Wittenau) — район в берлинском административном округе Райниккендорф. Географически район расположен в центре округа Райниккендорф и со всех сторон ограничен другими его районами — Вайдманнслуст с севера, Тегель и Борзигвальде с запада, Райниккендорф с юго-востока и Мэркишес-Фиртель с востока.

## История
Первые письменные упоминания о деревне Даллдорф (нем. Dalldorf) на территории сегодняшнего Виттенау датируются XIV веком. В 1905 году деревня получает название Виттенау в честь умершего деревенского головы Петера Виттенса (нем. Peter Wittes), а в 1920 году в ходе образования Большого Берлина деревня Виттенау вместе с прилегающими территориями была включена в черту города немецкой столицы в составе нового округа Райниккендорф.
В 1999 году из состава района Виттенау в самостоятельный район был выделен Мэркишес-Фиртель, а затем в 2012 году — Борзигвальде.

## Достопримечательности
| - Ратуша округа Райниккендорф - Деревенская церковь Даллдорфа - Деревенская школа Даллдорфа - Бомбоубежище |